# Літако-виліт
Літако-виліт — розрахункова одиниця для встановлення обсягу бойової діяльності військової авіації за певний період (день, ніч, добу, місяць) або для планування її дій в бою (операції). Застосовується також у навчально-льотної підготовки. При плануванні бойових дій авіації літако-виліт використовується: для встановлення бойової напруги льотним екіпажам, авіаційним підрозділам, частинам і з'єднанням, розподілу зусиль авіації за часом і завданням; розрахунку потрібного наряду літаків на виконання бойового завдання, визначення необхідної кількості матеріальних засобів (палива, боєприпасів тощо).
Літако-виліт, виконаний екіпажем в бойових умовах, називають бойовим вильотом.